# St. Joseph (Elberfeld)

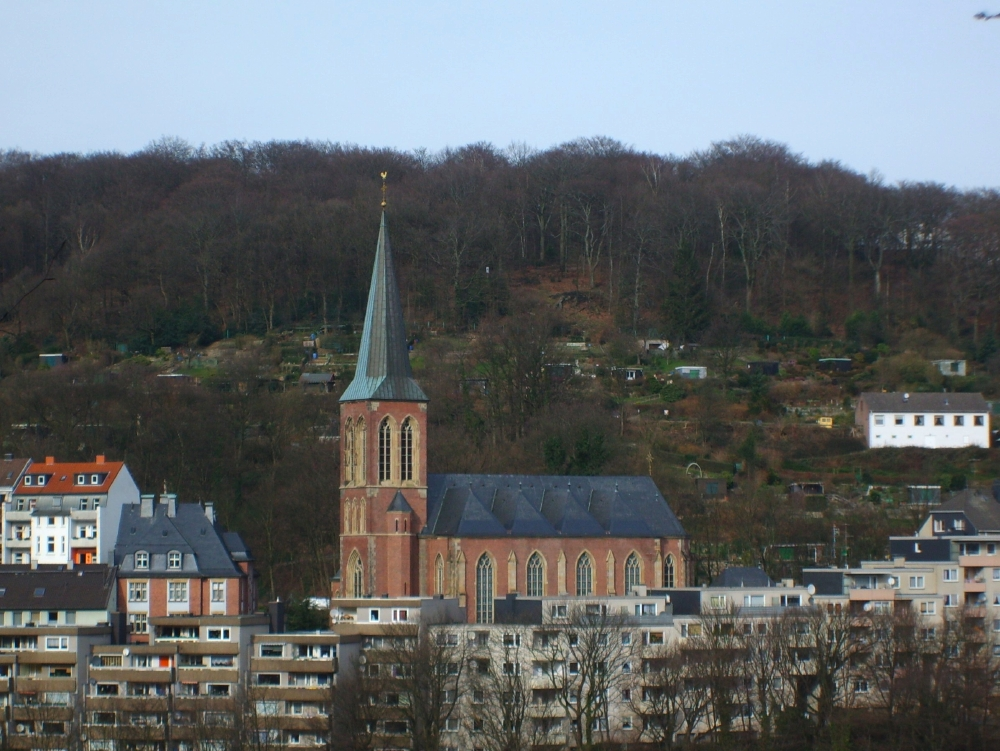
Ansicht von Süden (Kiesberg, Schwarzer Weg)

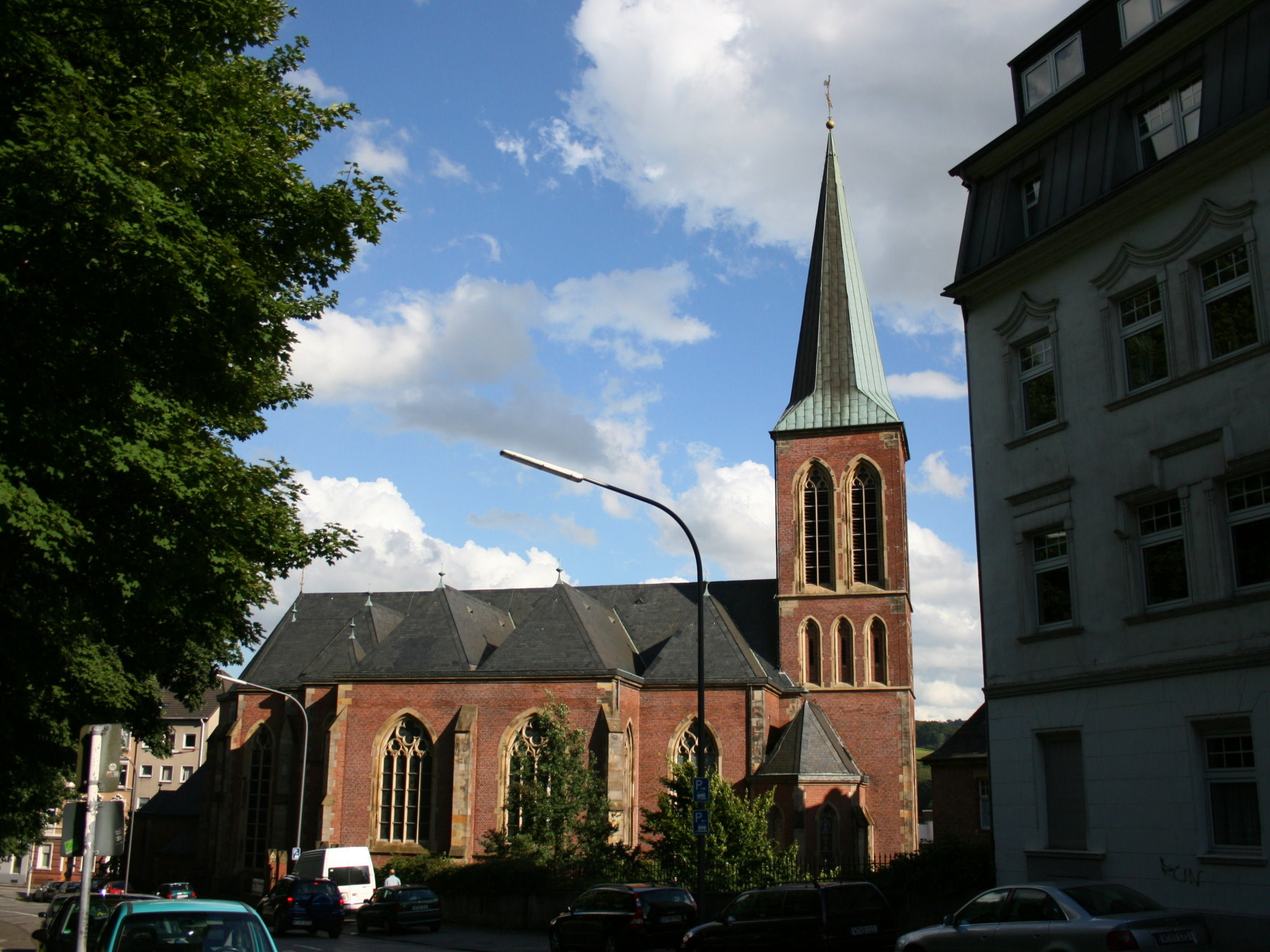
Ansicht von der Nützenberger Straße

Die Kirche Sankt Joseph in Wuppertal ist die katholische Pfarrkirche für den Elberfelder Westen. Sie ist neben den Kirchen St. Suitbertus, St. Marien und St. Laurentius Teil der Pfarrei St. Laurentius in Elberfeld-Mitte und deren westlichste Predigtstätte.

## Baubeschreibung
Der vom Düsseldorfer Architekten Alfred Tepe entworfene Bau ist als neogotische dreischiffige Hallenkirche mit vorgesetztem quadratischen Westturm ausgeführt. Am weithin sichtbaren Turm angebracht ist eine schmale Wendeltreppe als Zugang zum Glockenturm. Das Gebäude ist außen mit roten Ziegeln vermauert, die Gebäudeecken und Fenstergewände mit vierteiligen Maßwerkfenstern sind aus hellem Sandstein. Das in das dreieckige Grundstück eingepasste, asymmetrische Bauwerk erhielt im Norden einen querhausähnlichen Anbau, dessen Breite zwei Jochen des Langhauses entspricht und im Innern als Chorraum mit Orgelbühne gestaltet ist. Die Spitze des Grundstücks hinter dem 5/8-Schluss der Chorapsis und den Nebenapsiden mit drei Seiten eines Achtecks füllt ein zweigeschossiger Sakristeianbau.
Der Kirche seitlich vorgesetzt ist ein kleiner Vorplatz, welcher aufgrund des Höhenunterschiedes zwischen den auseinanderlaufenden Straßen über zwei Treppen als Zugänge verfügt. Er wird an der Ostseite von der Kirche, an der Westseite vom zeitgleich erbauten und ursprünglich als Gemeinde- und Pfarrhaus konzipierten Wohnhaus Vogelsaue 73 begrenzt.

## Geschichte

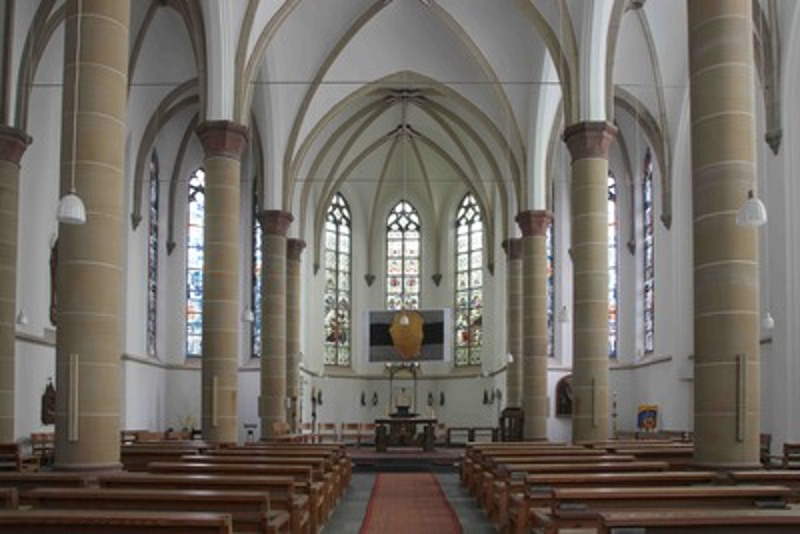
Innenansicht

Hauptsächlich aufgrund des stetigen Ausbaus der Elberfelder Bayerwerke im Tal stieg die Anzahl der am Nützenberg wohnhaften Katholiken Ende des 19. Jahrhunderts stark an. Dieser war bis dahin Teil des Seelsorgebereiches St. Laurentius im Zentrum Elberfelds. Dieser konnte seine Aufgaben schließlich aufgrund der gestiegenen Bevölkerungsanzahl nicht mehr erfüllen und initiierte 1903 die Gründung eines eigenen Kirchenbauvereins für den Nützenberg. Da sich zunächst im schwierigen Gelände des Wohngebietes aufgrund der steilen Hanglage kein geeignetes Grundstück finden ließ, beschloss man als Alternative, ein dreieckiges Grundstück zwischen der Straße Vogelsaue und der Nützenberger Straße zu erwerben und die Baupläne auf dieses Grundstück anzupassen. Nachdem sich genügend Spender fanden, konnte am 1. August 1909 der Grundstein gelegt werden. Am 30. April 1911 nahm Weihbischof Joseph Müller die Konsekration vor, und schon am 1. April 1913 wurde St. Joseph zur eigenständigen Pfarrei erklärt und aus der Pfarrei St. Laurentius ausgegliedert.
1924 konnte aus der Stiftskirche in Dortmund-Hörde günstig eine gebrauchte Orgel erworben werden, welche erst 1902 in der Orgelbauwerkstatt Veith in Paderborn erbaut wurde. Im Krieg wurde sie schwer beschädigt und erst 1967 durch Romanus Seifert wieder instand gesetzt, wobei auch ein neuer Spieltisch eingebaut wurde. Der Orgelprospekt ist unverändert erhalten geblieben.
Beim Luftangriff auf Wuppertal-Elberfeld am 24. Januar 1943 wurde die Kirche schwer getroffen, wobei bis auf fünf Chorfenster alle Kirchenfenster zerstört wurden und zunächst provisorisch vermauert wurden. Erst bei der ersten Großrenovierung 1967 wurden alle Fenster bis auf ein schmales Fenster an der linken Emporenseite in veränderter Form wieder hergestellt. Sämtliche Glocken, welche bereits die im Ersten Weltkrieg eingezogenen Glocken ersetzten, wurden allesamt erneut zu Kriegszwecken eingezogen und 1962 durch ein sechsstimmiges Geläut ersetzt.
Bei der Großrenovierung 1967 wurde unter anderem das Gewölbe komplett saniert, was allerdings aufgrund schlecht ausgeführter Arbeiten dazu führte, dass der Boden teilweise absackte und 2001 erneut stabilisiert werden musste. Dabei wurden auch Zuganker in den Turm und die Säulen eingeführt, um die Kirche gegen weiteres Absacken zu schützen.
Seit 1961 beherbergt die Kirche die Spanische Mission Wuppertal.
Im Jahr 2011 feierte die mittlerweile mit den vier größten Elberfelder Gemeinden (wieder-)vereinigte Kirchengemeinde ihr 100-jähriges Bestehen.

## Galerie

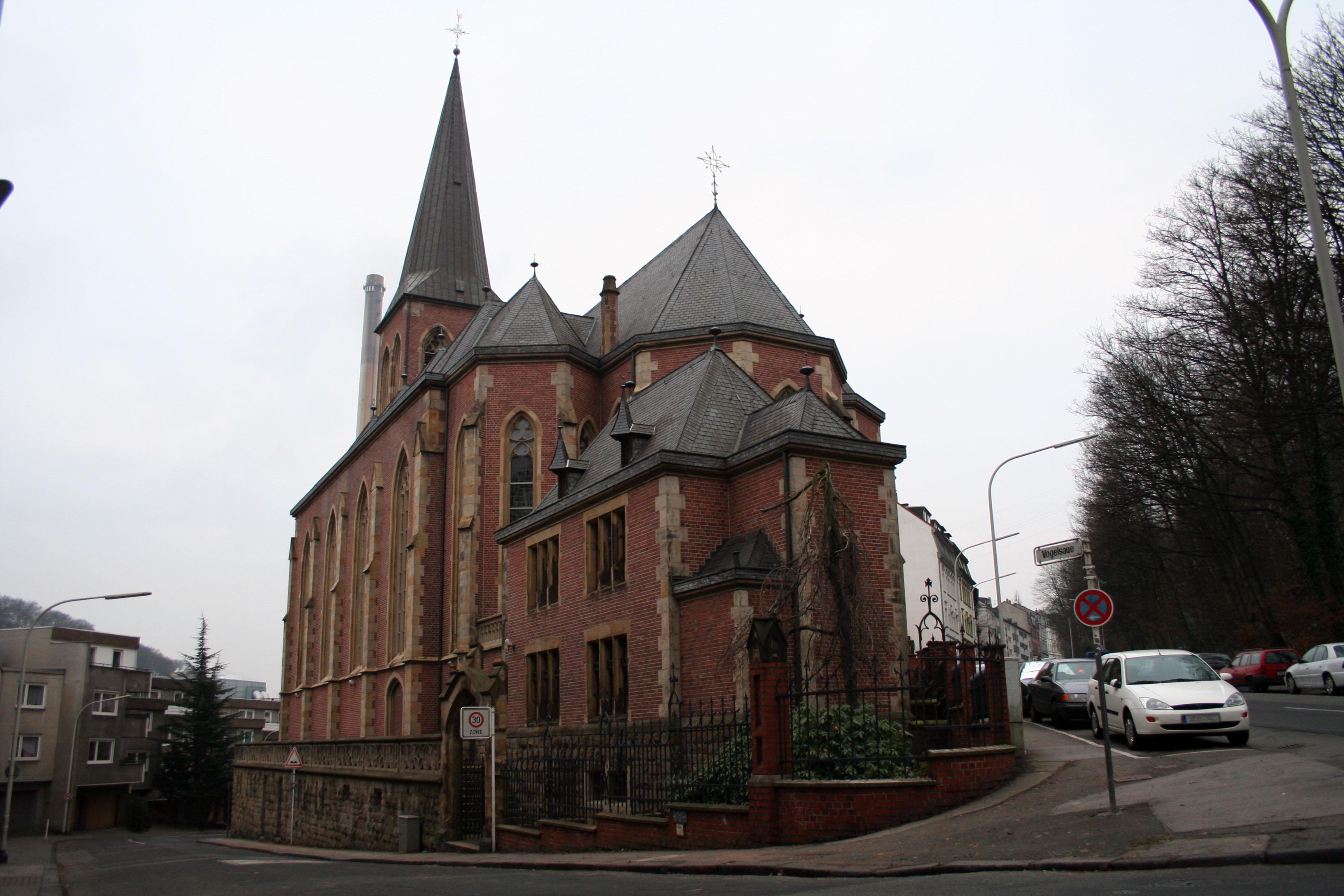
Ansicht von Osten
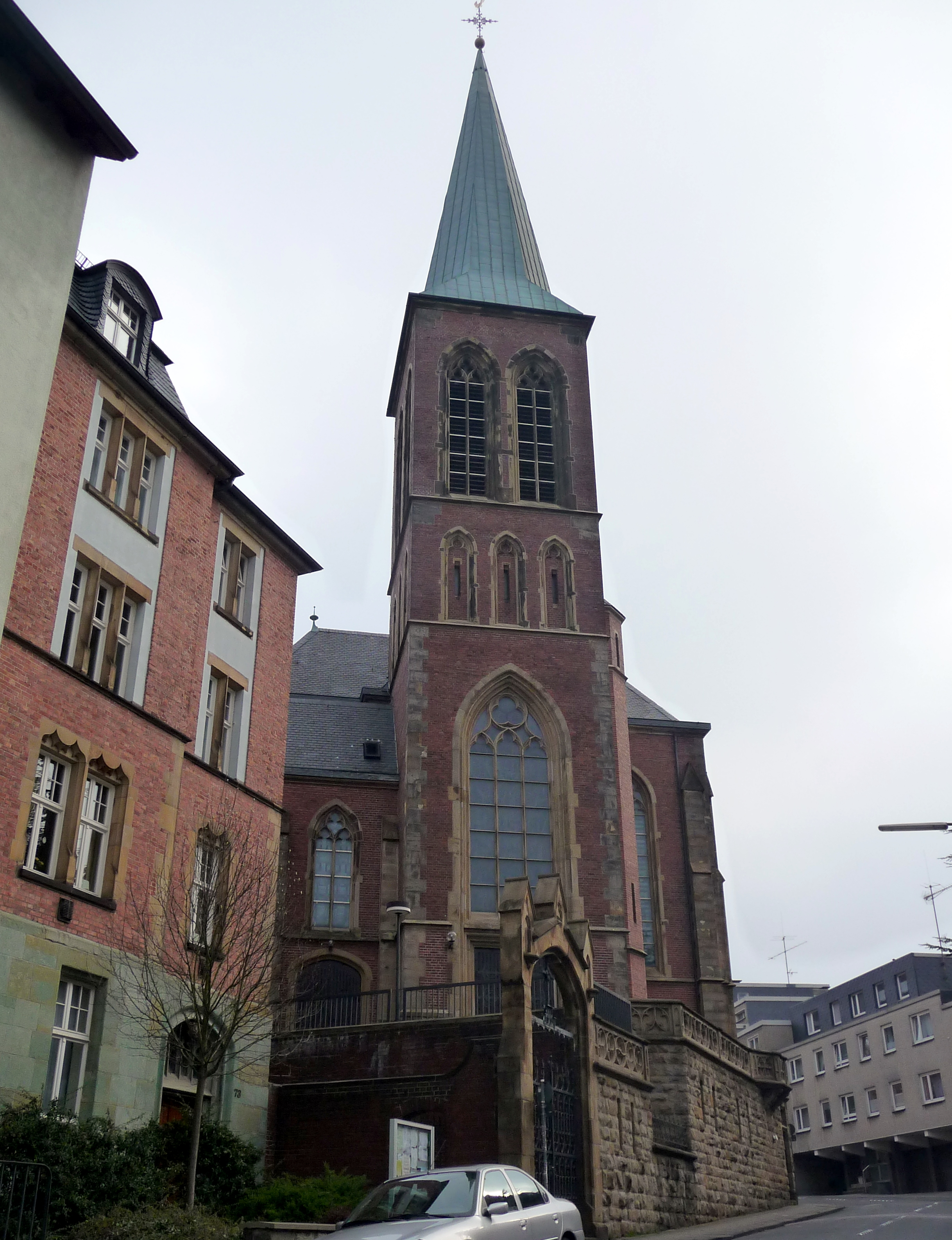
Ansicht des Turmes von der Vogelsaue
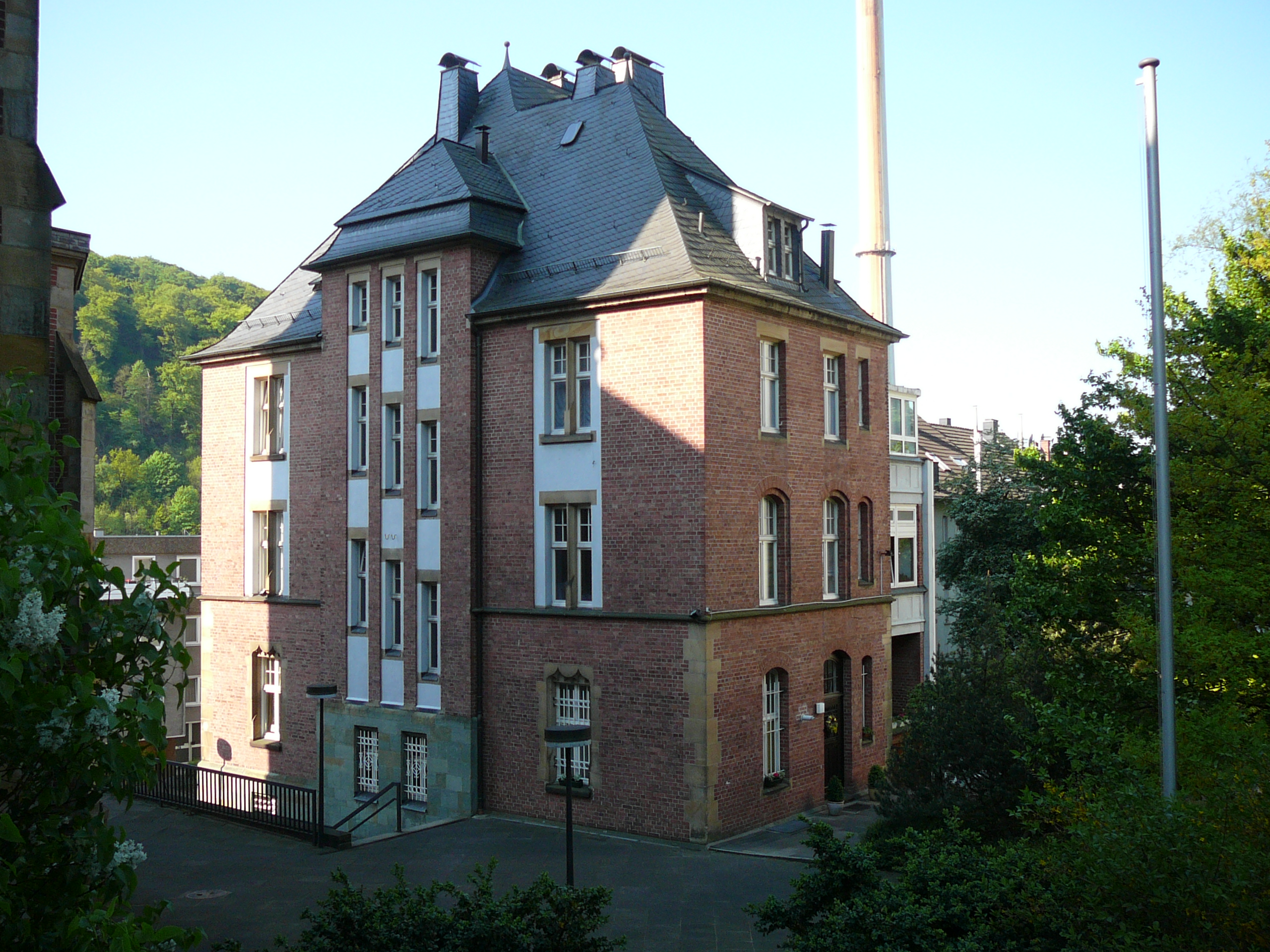
Das ursprünglich als Gemeindehaus konzipierte Haus Vogelsaue 73
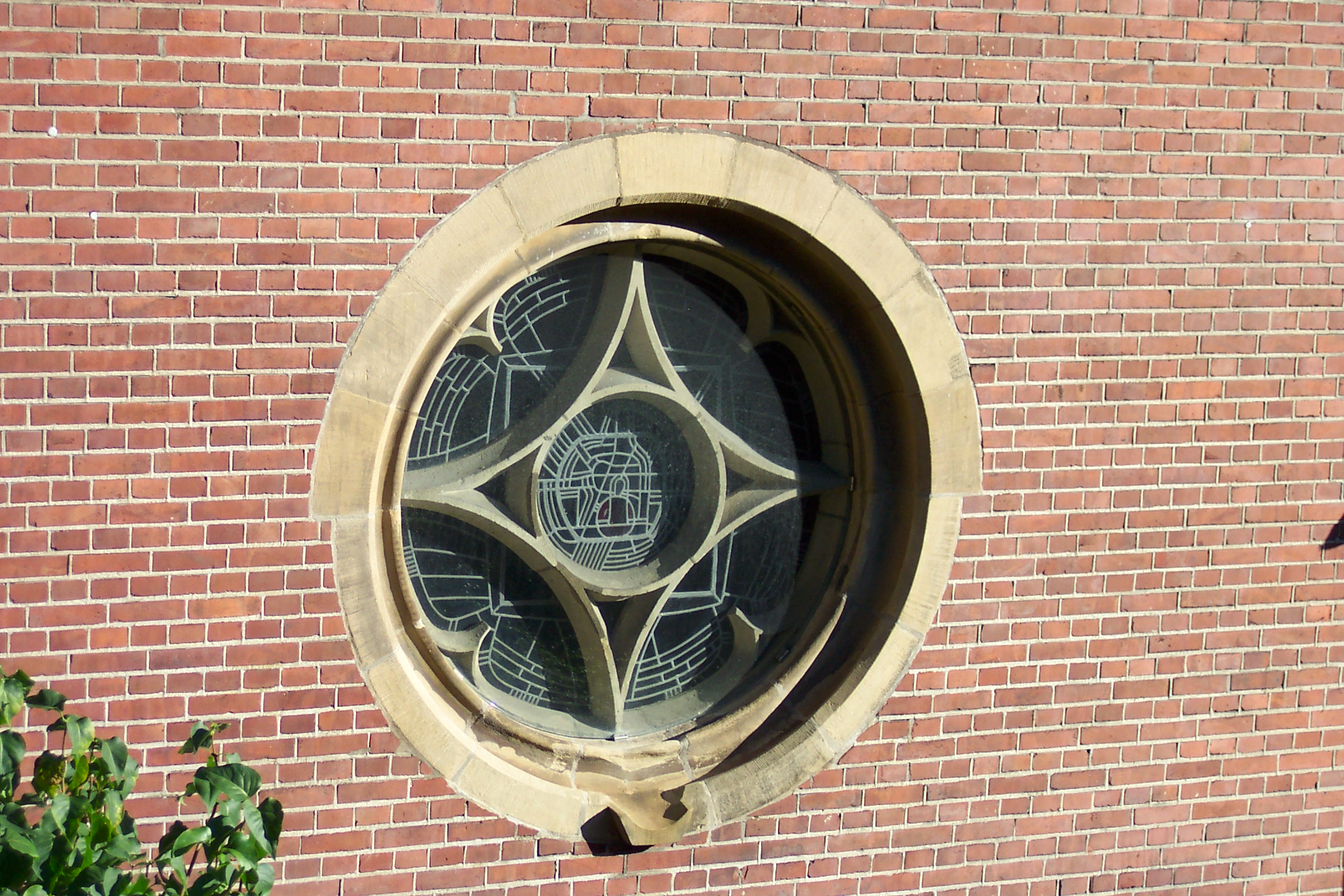
Detailansicht der Fenster unterhalb der Orgelempore auf der Nützenberger Str.